# 金沢内環状道路
金沢内環状道路（かなざわうちかんじょうどうろ）は、金沢都市圏の渋滞緩和のために計画された金沢3環状道路（金沢外環状道路・金沢中環状道路・金沢内環状道路）のひとつ。

## ルート
次のようなルートを通っている。
- 入江3丁目交差点から北東に進む。
- 若宮大橋（犀川）、若宮大橋交差点、二口町交差点、北安江町交差点、七ツ屋大橋（浅野川）を通り高柳交差点で南東方向に転じる。
- （東インター大通り）乙丸跨線橋から浅野本町交差点を通り東山交差点で南西方向に転じる。
- 浅野川大橋（浅野川）、橋場交差点、兼六園下交差点をとおり、本多通り（広坂交差点から、鱗町交差点、桜橋（犀川）を通り、寺町5丁目交差点まで）と重複する。寺町5丁目交差点で北西方向に転じる。兼六園の西側を通り抜けるコース。かつては寺町5丁目交差点から野町広小路方向への右折禁止規制となっていたが、交通量の減少に伴い2021年（令和3年）2月1日に解除された。
- 野町広小路交差点から西インター大通りを通り、アピタ金沢店前を通って、増泉交差点・新神田交差点を経て入江3丁目交差点に至る。

## 接続道路など
- 石川県道196号上安原昭和町線 - 戸坂小学校前交差点
- 石川県道17号金沢港線（金石街道） - 二口町交差点
- 石川県道60号金沢田鶴浜線（50メートル道路） - 駅西本町1丁目交差点
- 石川県道200号向粟崎安江町線 - 北安江東交差点
- 石川県道200号向粟崎安江町線（東インター大通り） - 高柳交差点から浅野本町交差点まで重複
- 石川県道159号金沢停車場北線（東大通り） - 浅野本町交差点
- 国道359号（城北大通り） - 東山交差点から浅野川大橋北詰交差点まで重複
- 国道159号（百万石通り） - 浅野川大橋北詰交差点から兼六園下交差点まで重複
- 石川県道・富山県道10号金沢湯涌福光線（百万石通り） - 兼六園下交差点から広坂交差点まで重複
- 石川県道144号別所野町線 - 寺町5丁目交差点
- 石川県道45号金沢鶴来線（寺町通り） - 寺町5丁目交差点から野町広小路交差点まで重複
- 石川県道25号金沢美川小松線（西インター大通り） - 野町広小路交差点から入江3丁目交差点まで重複
- 石川県道146号金沢停車場南線（昭和大通り） - （県道25号上）増泉交差点